# Kelly Lynch
Kelly Ann Lynch, född 31 januari 1959 i Golden Valley, Minnesota, är en amerikansk skådespelare. Efter high school men före den egentliga filmkarriären studerade hon vid Guthrie Theater, hade flygvärdinnejobb och var modell för Elite Model Management. Förutom i många filmer har hon medverkat i flera TV-produktioner, bland annat Ally McBeal, Charlies änglar och Magic City.
Lynch är gift med författaren och producenten Mitch Glazer (född 1953) sedan 1992 och har en dotter, Shane (född 1985), från ett tidigare förhållande.

## Filmografi
- 1987 – Miami Vice (TV-serie) (1 avsnitt)
- 1988 – Cocktail
- 1989 – Drugstore Cowboy
- 1989 – Road House
- 1991 – Curly Sue
- 1997 – Mr. Magoo
- 2000 – Charlies änglar
- 2001 – Ally McBeal (TV-serie) (1 avsnitt)
- 2004–2009 – The L Word (TV-serie) (6 avsnitt)
- 2005 – The Jacket
- 2010–2011 – 90210 (TV-serie) (15 avsnitt)
- 2017 – Mr. Mercedes (TV-serie) (8 avsnitt)

## Fotnoter
1. ↑  Rivista del cinematografo, Cinematografo.it person- eller företags-ID (ny): kelly-lynch-vg831dnj, läst: 6 juni 2023.[källa från Wikidata]
2. ↑  SNAC, SNAC Ark-ID: w61k06xk, läs online, läst: 9 oktober 2017.[källa från Wikidata]
3. ↑  Deutsche Synchronkartei, Deutsche Synchronkartei skådespelar-ID: 2850, läst: 4 april 2022.[källa från Wikidata]